# Südtiroler Unterland

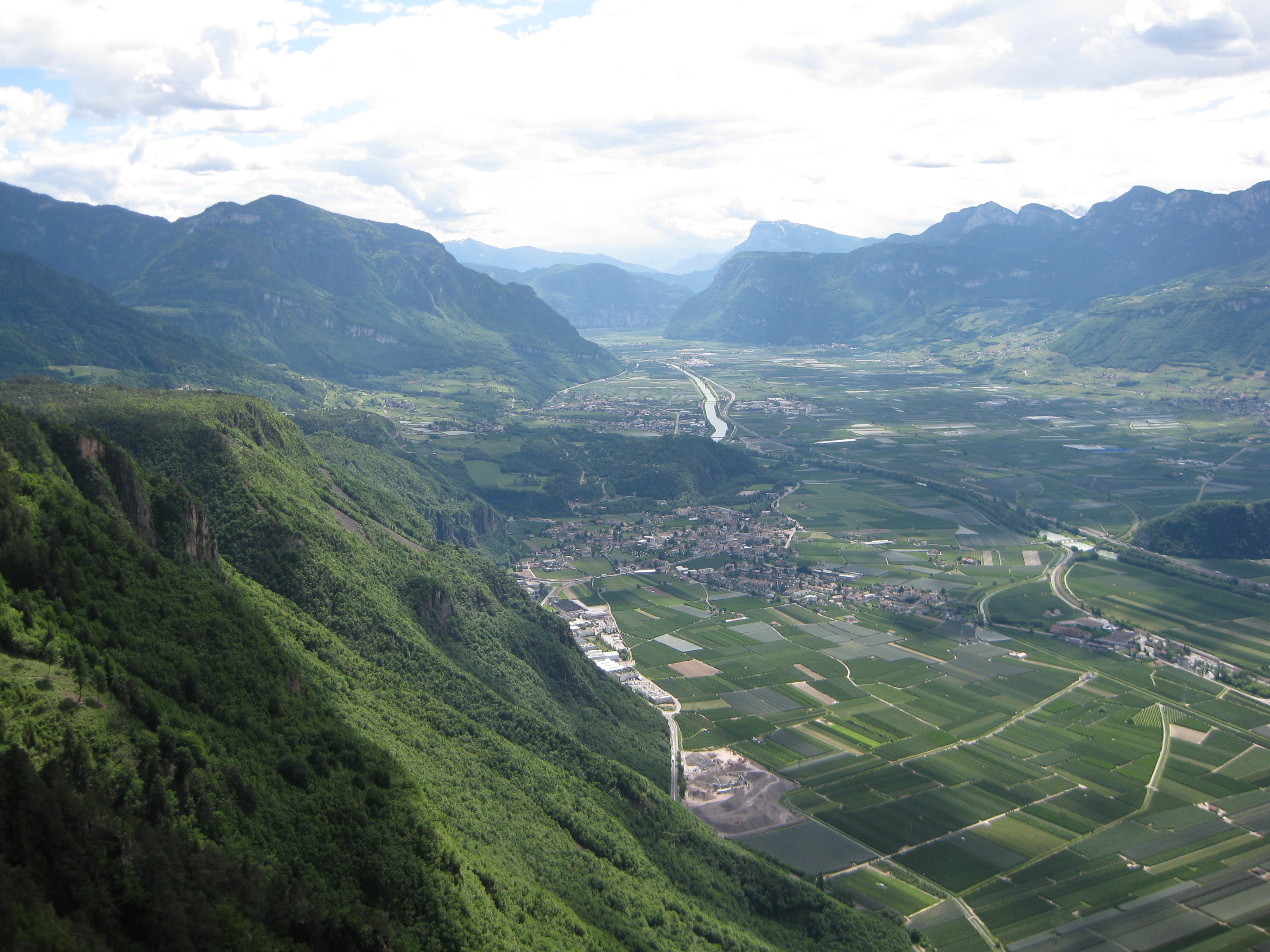
Blick über das südliche Unterland Richtung Salurner Klause

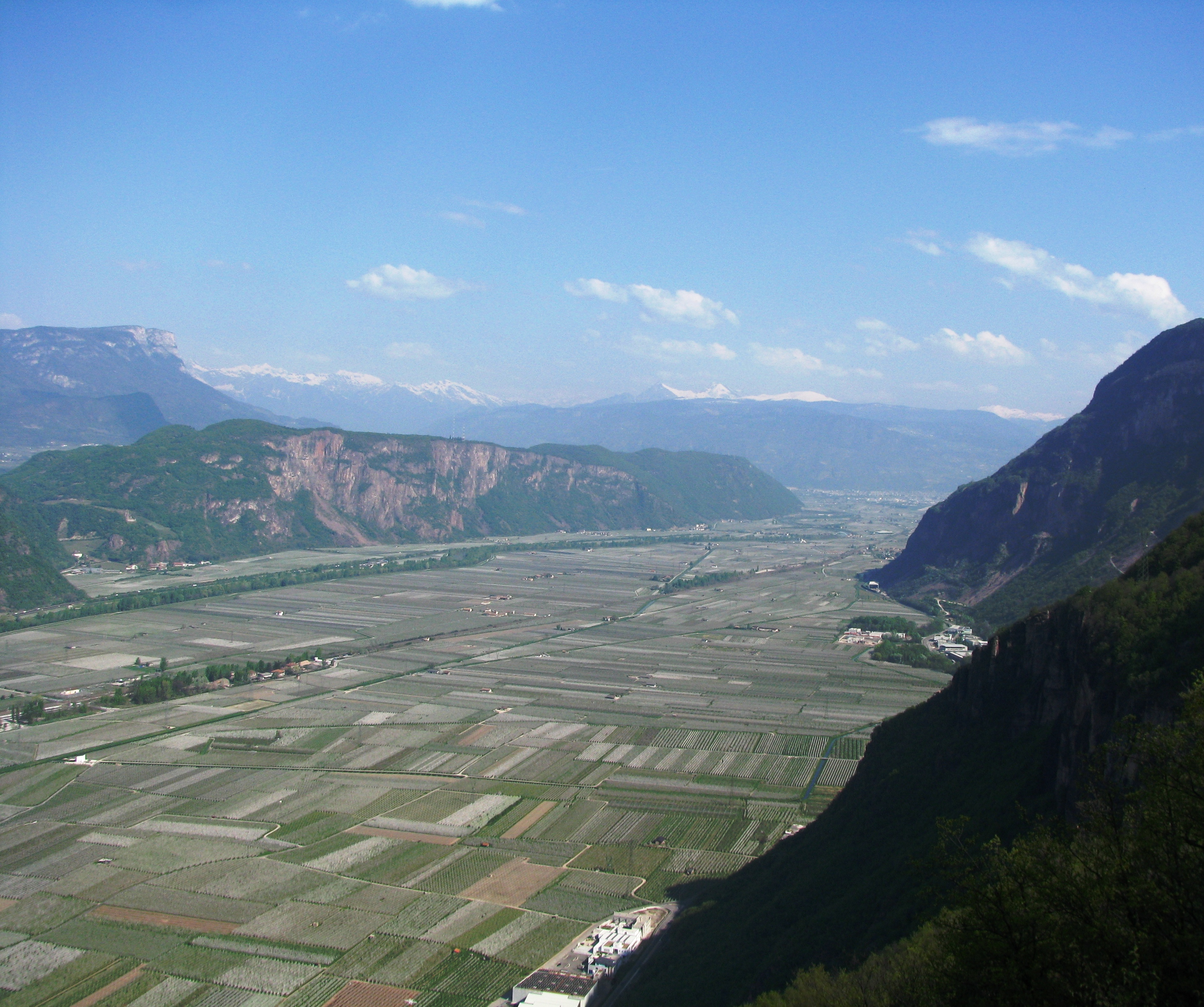
Blick über das nördliche Unterland Richtung Bozen

Als Südtiroler Unterland (oft auch Bozner Unterland, italienisch Bassa Atesina) wird ein rund 25 km langer Abschnitt des Etschtals in Südtirol zwischen Bozen, Tramin und Salurn bezeichnet. Das von der Etsch in Nord-Süd-Richtung durchflossene Unterland ist der südlichste Teil Südtirols an der Grenze zum Trentino. Als Hauptort des Unterlandes gilt Neumarkt. Der größte Ort bzw. die einzige Stadt ist das in direkter Nachbarschaft zu Bozen gelegene Leifers.

## Geographie

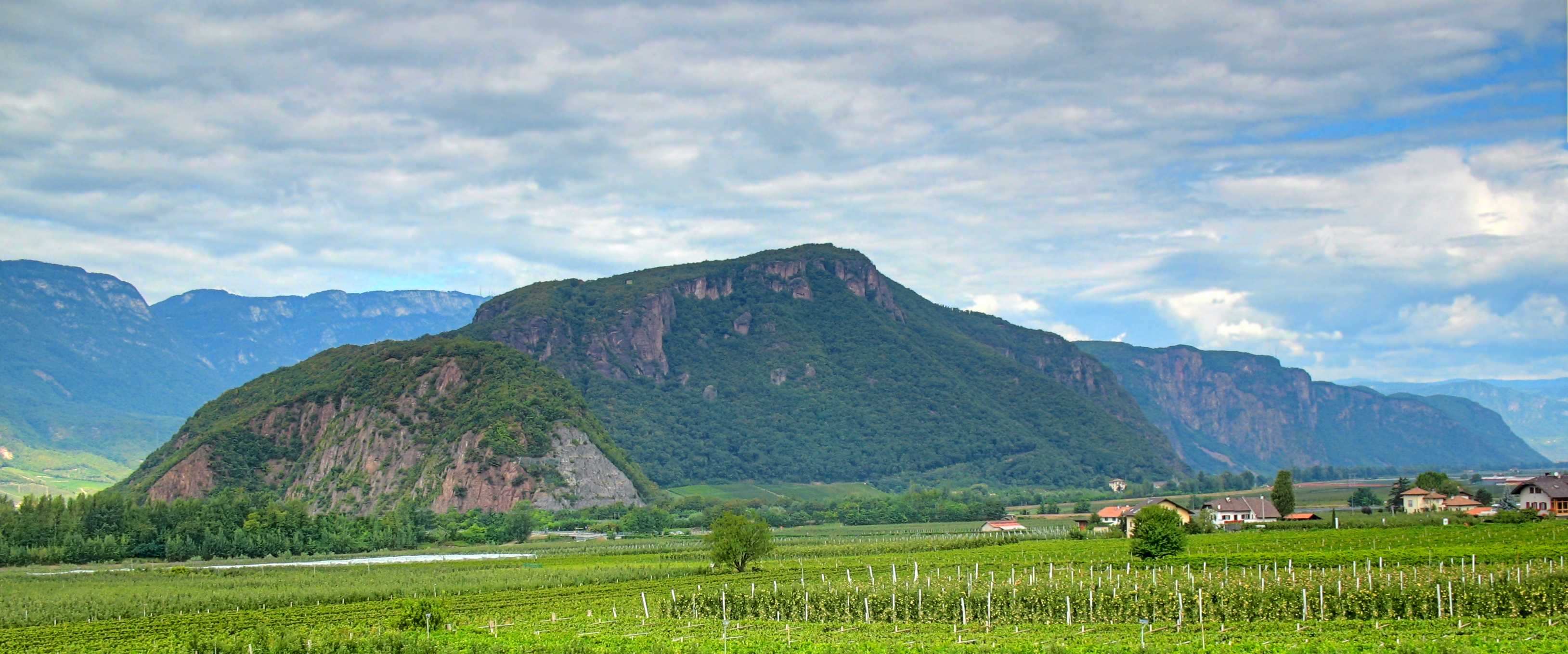
Der Mitterberg von Auer aus gesehen

Das Unterland ist durch einen breiten, flachen Talboden charakterisiert, der weitgehend landwirtschaftlich genutzt wird. Die nördliche Begrenzung im Etschtal ist der Bozner Talkessel (232 m), die südliche die Salurner Klause (207 m) zwischen Fennberg und Geier. Die Ortschaften des Unterlands sind mehrheitlich auf den flachen Schwemmkegeln an den Talrändern bzw. den Hanglagen aufgereiht. Westseitig wird das Unterland vom Mitterberg und Mendelkamm begleitet, in dem u. a. der Roen und das Tresner Horn aufragen; ostseitig erheben sich zu den Fleimstaler Alpen gerechnete Höhenzüge, darunter der Regglberg, der Cislon, die Königswiese und der Madruttberg. Teile der ostseitigen Talflanken des Unterlands sind im Naturpark Trudner Horn unter Schutz gestellt.

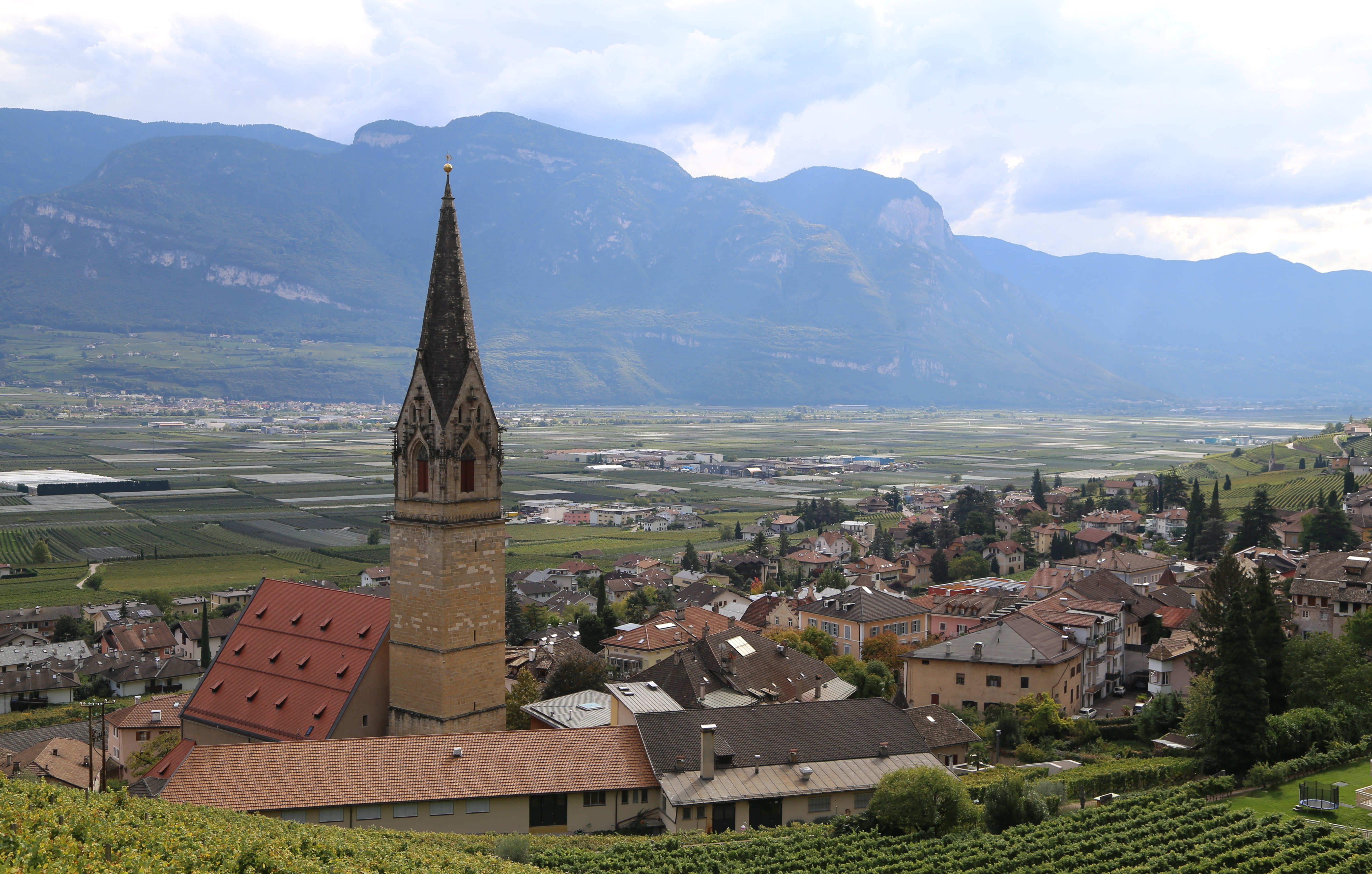
Tramin im Unterland

In seiner nördlichen Hälfte ist der Talboden des Unterlands etwa 2,5 km breit. In diesem Gebiet zwischen dem Mitterberg im Westen und dem Regglberg im Osten liegen die Ortskerne der Gemeinden Leifers, Branzoll und Pfatten. Am südlichen Ende des Mitterbergs weitet sich der Talboden auf deutlich über 3 km Breite auf, ehe er sich Richtung Salurner Klause wieder zunehmend verjüngt. Auf der orographisch rechten (westlichen) Seite der Etsch liegen hier die Ortskerne der Gemeinden Tramin, Kurtatsch, Margreid und Kurtinig; gegenüber auf der orographisch linken (östlichen) Seite befinden sich jene der Gemeinden Auer, Montan, Neumarkt und Salurn. Für die enge Beziehungen zu den Talgemeinden pflegenden, ostseitig in den Berggebieten liegenden Gemeinden Aldein, Altrei und Truden (gelegentlich auch Montan) ist die Bezeichnung Unterland-Berg gebräuchlich. Längere Seitentäler laufen dem Unterland nur von Osten zu, wobei etwa das Brantental, das Holental und das Mühlental zu nennen sind.
Die erhöht in einer Hügellandschaft gelegenen Gebiete der Gemeinden Kaltern und Eppan, die zwar ebenfalls im Etschtal südlich von Bozen liegen, aber durch den Mitterberg zum Talboden der Etsch hin abgegrenzt sind, werden nicht zum Unterland gezählt, sondern als Überetsch bezeichnet. Unterland und Überetsch bilden zusammen die Bezirksgemeinschaft Überetsch-Unterland. 
Nicht zu verwechseln ist das Südtiroler Unterland mit dem Tiroler Unterland.

## Geschichte

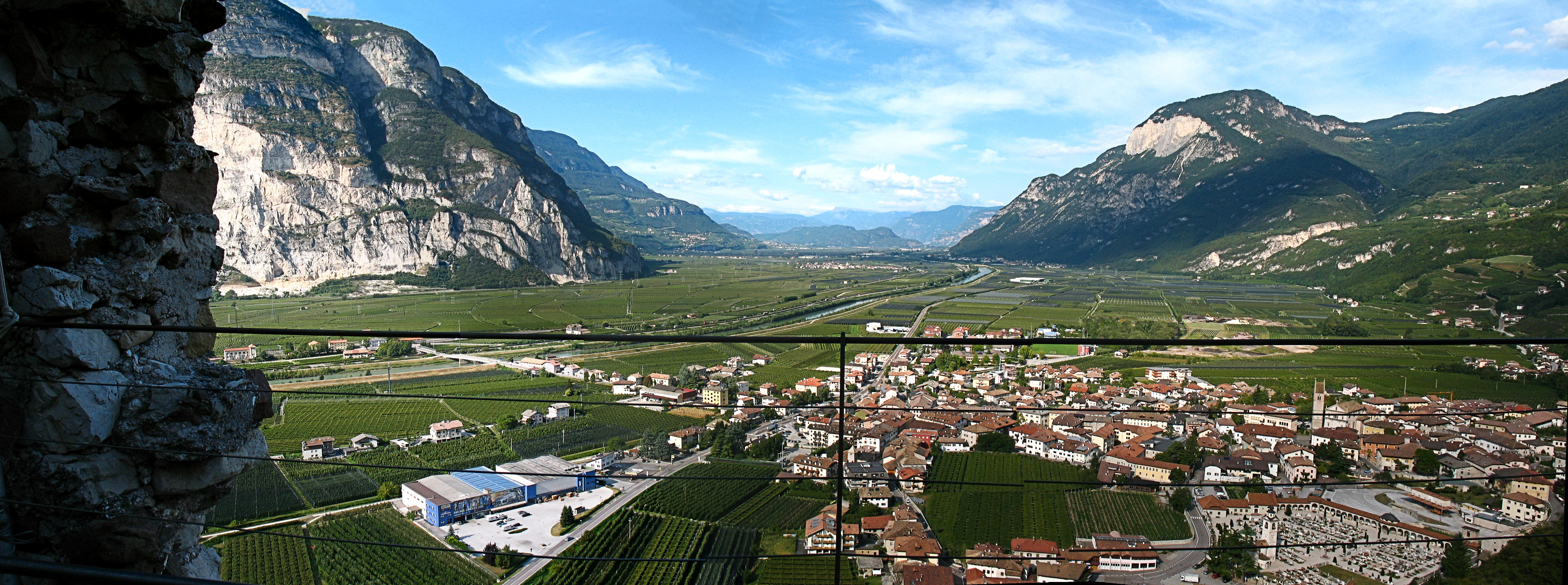
Blick von der Haderburg nordwärts übers Unterland

Das Unterland war als klimatische Gunstlage früh besiedelt. Auf Castelfeder lässt sich eine kontinuierliche menschliche Präsenz von der Bronzezeit bis in die Spätantike erschließen. Das Gräberfeld Stadlhof unter dem Kreiter Sattel bezeugt eine bedeutende eisenzeitliche Siedlung. Aus der Kaiserzeit ist namentlich die Straßenstation Endidae bekannt.
Seit dem Frühmittelalter war das Unterland, gemeinsam mit dem Überetsch und dem südlichen Abschnitt des Burggrafenamts, als sogenannter Deutscher Anteil nördlichster Distrikt der Erzdiözese Trient, politisch aber seit dem 13. Jahrhundert an die Grafschaft Tirol bzw. seit dem 14. Jahrhundert an die Habsburgermonarchie gebunden. Die kirchliche Zugehörigkeit zu Trient endete erst 1964 mit der Zuteilung des Gebiets zur Diözese Bozen-Brixen. Von 1868 bis 1919 gehörte das gesamte Unterland zum Bezirk Bozen. Mit dem Inkrafttreten des Vertrags von Saint-Germain kam das Gebiet 1920 zu Italien. Als 1927 die beiden Provinzen Bozen und Trient entstanden, wurde der Großteil des Unterlands (alle Gemeinden bis auf Leifers und Pfatten) der mehrheitlich italienischsprachigen Provinz Trient zugeschlagen. Diese Maßnahme wurde vom faschistischen Regime beschlossen, um die Italianisierung der sogenannten „gemischtsprachigen Gebiete“ zu forcieren. Am 30. Mai 1946 wurde mit der von der Südtiroler Volkspartei organisierten Protestkundgebung von Castelfeder die Angliederung des gesamten Unterlandes bis zur Salurner Klause an die Provinz Bozen bzw. Südtirol gefordert, was im Jahr 1948 schließlich auch erfolgte.

## Verkehr
Durch den breiten Talbodes des Unterlands verlaufen wichtige europäische Verkehrsadern der Brenner-Transitroute. Dazu zählen die Brennerautobahn A22, die SS 12 („Brennerstaatsstraße“) und die Brennerbahn. Die Dörfer der westliche Talflanke, wo große Flächen des Südtiroler Weinanbaugebietes beheimatet sind, liegen an der Südtiroler Weinstraße. Für den Radverkehr erschlossen ist das Gebiet durch die Radroute 1 „Brenner–Salurn“, die im Unterland auch Teil des Etsch-Radwegs und der Via Claudia Augusta ist.